# Kiyomi Kato (jugadora de voleibol)
Kiyomi Kato (japonès: 加藤きよみ)  (prefectura d'Ibaraki, 9 de març de 1953) és una ex-jugadora de voleibol japonesa que va competir durant la dècada de 1970.
El 1976 va prendre part en els Jocs Olímpics de Mont-real, on va guanyar la medalla d'or en la competició de voleibol. En el seu palmarès també destaca una medalla d'or als Jocs Asiàtics de 1974 i al Campionat d'Àsia de voleibol de 1975. A nivell de clubs jugà a l'Hitachi Musashi, amb qui guanyà la lliga japonesa de 1974, 1975 i 1976.